# Battaglia di Dak To
La battaglia di Dak To fu uno degli scontri più violenti e sanguinosi della guerra del Vietnam; combattuta nell'autunno 1967, nella provincia di Kontum, al confine tra il Vietnam del Sud ed il Laos.
Rappresentò la fase finale di quasi un anno di dure battaglie combattute nella regione dalle crescenti forze americane, dipendenti dalla I Field Force, Vietnam, per affrontare e distruggere le consistenti forze regolari nord-vietnamite impegnate ad infiltrarsi nel territorio montuoso del confine per sferrare (secondo le nuove e più aggressive direttive della dirigenza nordvietnamita di Hanoi) attacchi più pesanti e infliggere maggiori perdite alle forze americane.
Considerata parte delle cosiddette battaglie delle frontiere dell'estate-autunno 1967, insieme agli scontri di Loc Ninh, Con Thien e Khe Sanh, la battaglia di Dak To (originata dalla operazione americana MacArthur, quarta offensiva dell'anno nella provincia di Kontum), costò perdite sanguinose alle due parti, e, anche se terminò tatticamente con un successo americano, confermò la pericolosità e la intatta efficienza dell'esercito nordvietnamita, capace di sferrare attacchi sanguinosi, di resistere saldamente alla micidiale potenza di fuoco americana, e quindi di sfuggire alla distruzione per continuare a combattere.

## Operazioni sugli Altipiani centrali

### Nella provincia di Kontum
Nel gennaio 1967, la 4ª Divisione fanteria americana, schierata in Vietnam del Sud dal settembre 1966 e raggruppata intorno a Pleiku nella regione montuosa centrale, diede inizio a massicce operazioni attive dirette ad agganciare e distruggere le forze regolari nordvietnamite individuate nelle aree di confine con il Laos e minacciosamente posizionate per penetrare in profondità oltre il fiume Nam Sathay nelle province di Pleiku e Kontum.
Il generale William Westmoreland, comandante in capo del MACV, intendeva proseguire con la massima energia anche nel 1967 la sua strategia di attrito basata su grandi operazioni offensive alla ricerca del nemico per costringerlo a combattere e infliggergli perdite insostenibili a lungo termine, contando sulla superiorità tecnologica delle sue crescenti forze. Alla luce della strategia perseguita da Westmoreland, l'individuazione di consistenti reparti nordvietnamiti apparentemente aggressivi e a portata tattica, rappresentava una invitante occasione per impiegare le truppe americane offensivamente nella II Regione militare, sperando di costringere finalmente il nemico a combattere quelle grandi battaglie convenzionali così lungamente ricercate dal comando americano e da cui si attendevano risultati decisivi.
A questo scopo, la I Field Force, Vietnam (responsabile delle operazioni nella II Regione militare del Vietnam del Sud) guidata dal tenente generale Stanley Larsen diede quindi ordine, secondo le direttive di Westmoreland, alla 4ª Divisione fanteria (maggior generale William Peers) di organizzare una massiccia operazione di "individuazione e distruzione" (Search and Destroy) nella regione degli altipiani centrali per annientare le forze regolari nordvietnamite apparentemente disposte a combattere in campo aperto; fu l'Operazione "Sam Houston" che sarebbe durata da gennaio fino al 5 aprile 1967.

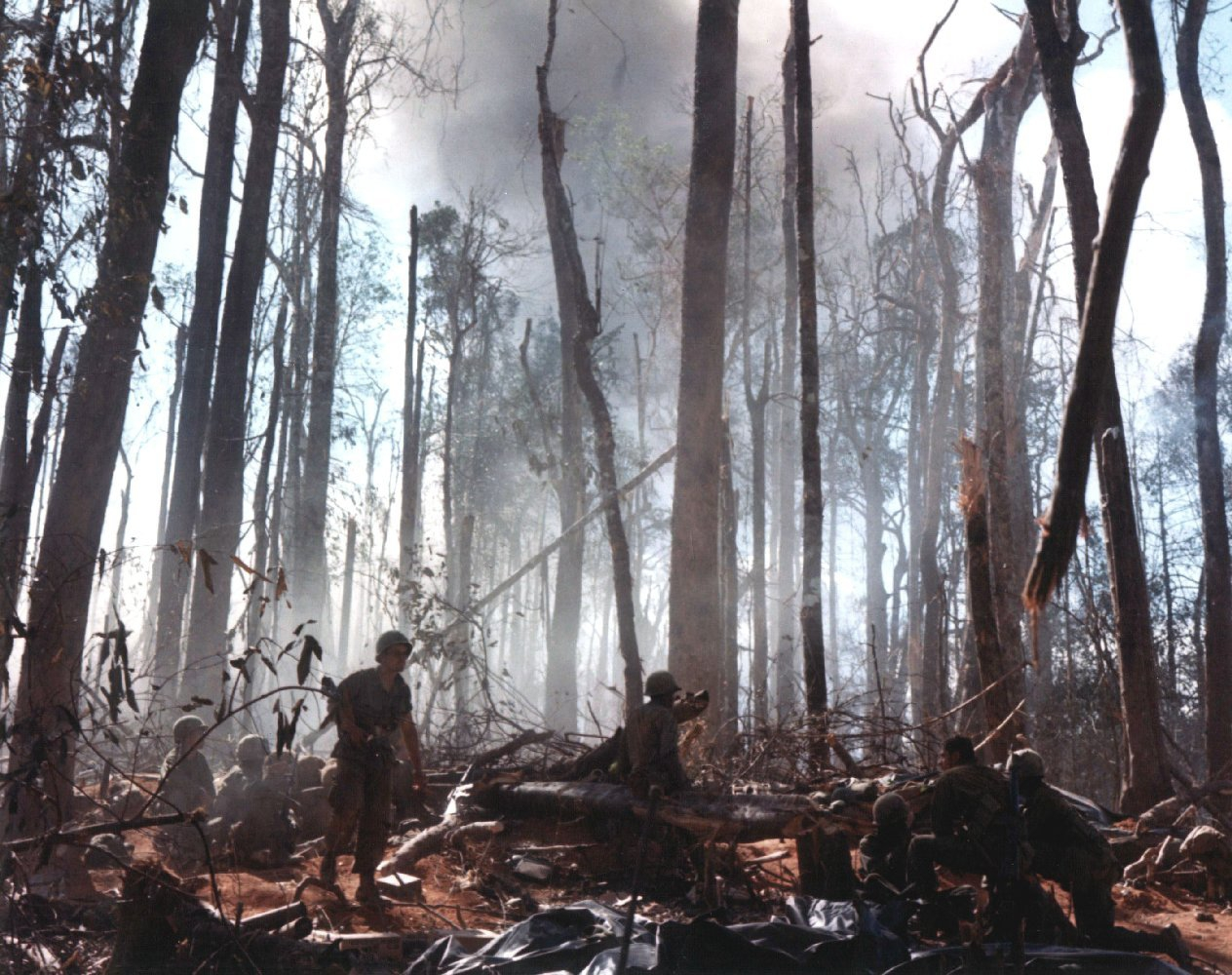
Soldati della 173ª Brigata aviotrasportata durante gli scontri sulla Collina 875.

Le operazioni ebbero inizio con il sistematico rastrellamento delle aree pianeggianti delle province di Pleiku e Kontum, prima di iniziare la difficile manovra in direzione del territorio collinare e fittamente boscoso contiguo al confine cambogiano, dove erano presenti in forze reparti nordvietnamiti appartenenti alla 1ª e alla 10ª Divisione.

A metà febbraio la 2ª Brigata della 4ª Divisione fanteria si inoltrò a ovest del fiume Nam Sathay, incappando in continue imboscate nordvietnamite nella giungla, subendo forti perdite e finendo in una situazione difficile; l'intervento di una seconda Brigata (la 1ª), trasportata con gli elicotteri nella zona di operazione, migliorò la situazione e le forze americane si diressero lentamente verso il confine affrontando duri scontri con il nemico nordvietnamita.
Estenuate dalle difficoltà del terreno e dall'aspra e abile resistenza nordvietnamita, le due brigate americane dovettero essere richiamate a metà marzo a est del fiume Se Sanh; l'operazione "Sam Houston" continuò fino ai primi di aprile ma si concluse con un sostanziale fallimento strategico. Gli aggressivi e pericolosi metodi tattici nordvietnamiti imposero una revisione delle tattiche americane, e il generale Peers si trovò costretto ad emanare nuove direttive operative più prudenziali al fine di mantenere maggiormente la coesione dei reparti e rafforzare il sostegno reciproco e l'appoggio di fuoco.

### OperazioniFrancis MarioneGreeley
Il comando americano, insoddisfatto dei risultati raggiunti e deciso a ingaggiare il nemico e provocarne la sconfitta o la ritirata oltre il confine cambogiano, passò quindi a organizzare rapidamente una nuova operazione (denominata "Francis Marion") con l'obiettivo iniziale di bonificare la regione sul confine della provincia meridionale di Pleiku, impegnando nuovamente le due brigate della 4ª Divisione fanteria, rinforzate con l'arrivo della 3ª Brigata della 25ª Divisione fanteria. Il 17 maggio ebbe quindi inizio questa difficile e costosa missione di controllo e rastrellamento sulla frontiera con la Cambogia.

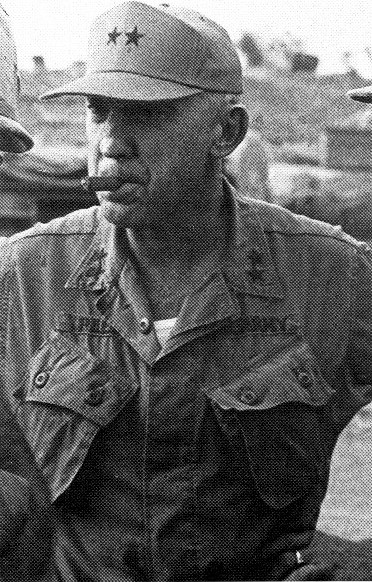
Il generale William R. Peers, comandante della 4ª Divisione di fanteria durante le operazioni nella provincia di Kontum.

La campagna proseguì per circa un mese, con la 1ª Brigata impegnata a nord della città di Duc Co, e con la 2ª Brigata in azione a sud di quella località; vennero inflitte circa 1000 perdite alla 1ª Divisione nordvietnamita che ripiegò, dopo aver effettuato alcuni riusciti agguati, più a nord, apparentemente per raggrupparsi con la 10ª Divisione. A metà giugno la 3ª Brigata della 25ª Divisione fanteria venne ritirata dall'ordine di battaglia della I Field Force, Vietnam e rischierata nella I Regione militare per rafforzare i Marines della III MAF (III Marine Amphibious Force) costituendo il primo nucleo della cosiddetta Task Force Oregon.
Al suo posto, il generale Westmoreland fece affluire dalla regione di Saigon la 173ª Brigata aviotrasporta del generale di brigata John L. Deane, che entrò in azione il 17 giugno nella regione di Dak To, a nord delle forze della 4ª Divisione impegnate nella Operazione "Francis Marion". Totalmente all'oscuro dei metodi e della pericolosità dei reparti nordvietnamiti (avendo combattuto fino a quel momento solo contro le forze irregolari vietcong), la brigata aviotrasportata avrebbe presto sofferto un sanguinoso esordio nel difficile teatro operativo degli altipiani centrali.

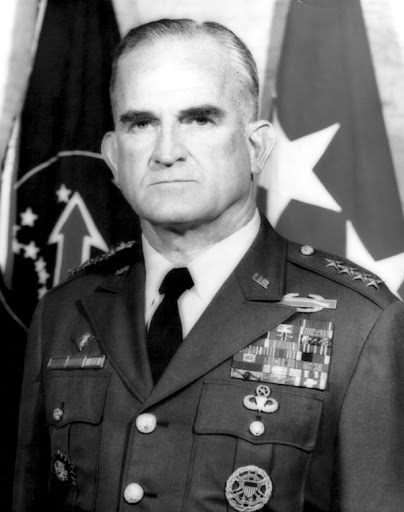
Il generale William B. Rosson, comandante della I Field Force, Vietnam durante la battaglia di Dak To.

La nuova operazione, denominata "Greeley", prevedeva l'intervento da sud (provincia di Pleiku) delle due brigate della 4ª Divisione fanteria, e da nord-est (regione di Dak To) della 173ª Brigata aviotrasportata. Con questa azione combinata il nuovo comandante della I Field Force, Vietnam, tenente generale William B. Rosson, intendeva rastrellare la provincia più settentrionale di Kontum e schiacciare le numerose forze nordvietnamite che si stavano raggruppando in quest'area al confine con il Laos.
L'inizio dell'offensiva fu immediatamente segnato dalle difficoltà incontrate dalla 173ª Brigata aviotrasportata: di fronte alle forze nordvietnamite (appartenenti al 32º reggimento) sempre pronte a ricercare il combattimento ravvicinato per ridurre la superiorità in potenza di fuoco degli americani grazie all'artiglieria e all'aviazione ("prendere il nemico per la cintura", secondo la terminologia dell'esercito nordvietnamita), gli aviotrasportati furono colti di sorpresa già il 20 giugno su Quota 1338 a sud della base delle forze speciali di Dak To. Fu una terribile trappola, l'intera compagnia Alpha venne distrutta e gli americani contarono 76 morti e 123 feriti; nella boscaglia dopo la ritirata tattica delle forze nemiche vennero individuati solo 15 cadaveri nordvietnamiti.
Il 23 giugno, durante un nuovo agguato del nemico, altri reparti della 173ª aviotrasportata subirono dure perdite sulla Quota 664, lamentando 22 morti e 62 feriti; i nordvietnamiti lasciarono sul terreno solo tre corpi. Il comandante della 173ª Brigata venne duramente criticato per questi sanguinosi scacchi (e sarebbe stato sostituito il 23 agosto dal generale di brigata Leo Schweiter), anche se ufficialmente il comando del MACV e della I Field Force rivendicarono la vittoria finale nelle operazioni sulla base di una discutibile "conta dei corpi" dedotta empiricamente dal servizio informazioni americano.
Nelle settimane successive le forze americane e sudvietnamite intensificarono gli sforzi per snidare e respingere le truppe nordvietnamite; ci furono grandi difficoltà sulla Quota 1258 dove un reparto sudvietnamita venne attaccato e quasi distrutto, mentre grazie all'impiego in massa dell'artiglieria e dell'aviazione le altre formazioni della 4ª Divisione fanteria avanzarono faticosamente verso il confine con il Laos. Nelle ultime tre settimane dell'operazione "Greeley" non ci furono più contatti significativi con il nemico che apparentemente era svanito nella boscaglia o sembrava essersi ritirato oltre il confine laotiano.
L'operazione "Greeley" ebbe ufficialmente termine il 11 ottobre, mentre la 4ª Divisione e la 173ª Brigata rimanevano nei dintorni di Dak To.

## Battaglia a Dak To

### Si prepara la battaglia

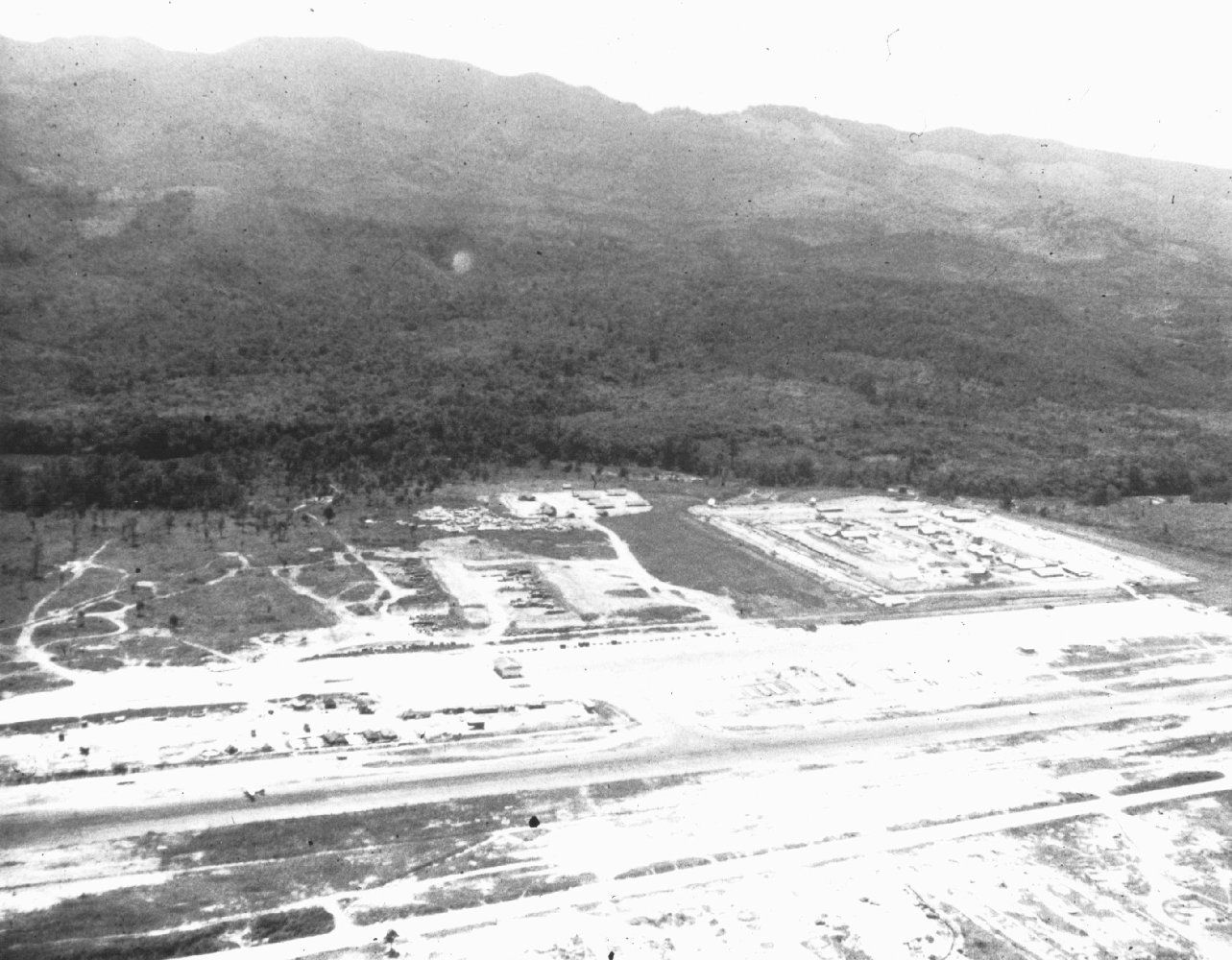
La base statunitense di Dak To, nella regione degli Altipiani centrali del Vietnam del Sud.

In realtà, durante l'estate, la dirigenza politico-militare nordvietnamita aveva analizzato approfonditamente la situazione del conflitto e le implicazioni derivanti dal sempre più massiccio intervento diretto americano; di fronte alle gravi perdite subite e alla micidiale potenza di fuoco terrestre e aereo del nemico, i personaggi più importanti del Vietnam del Nord discussero le varie opzioni disponibili.
Ben lontani dal rinunciare alla lotta o passare ad una condotta più prudente, centrata principalmente sulla guerriglia vietcong (come sembrerebbe sia stato prospettato dallo stesso Ho Chi Minh e anche dal generale Giap), alcuni dirigenti, principalmente Lê Duẩn, il generale Văn Tiến Dũng e i capi militari presenti nel Vietnam del Sud, richiamati per l'occasione ad Hanoi (Nguyễn Chí Thanh, Tran Do, Trần Văn Trà) decisero di adottare una strategia più ambiziosa ma politicamente più efficace.
Le infiltrazioni dei reparti regolari nordvietnamiti, equipaggiati con armamenti moderni di provenienza cinese o sovietica, furono intensificate, si decise di sferrare attacchi massicci contro le forze americane nelle regioni di confine per infliggere perdite maggiori e possibilmente distruggere interi reparti organici del nemico; sarebbero state attaccate alcune importanti postazioni americane (Con Thien, Loc Ninh, Dak To e Khe Sanh), mentre contemporaneamente si sarebbe sviluppato un progetto di offensiva generale anche nelle regioni urbane del Vietnam del Sud (la successiva offensiva del Têt). Si contava, in questo modo, di logorare maggiormente le truppe americane e di ottenere anche decisivi vantaggi propagandistici e psicologici anche alla luce delle difficoltà interne dell'Amministrazione americana.

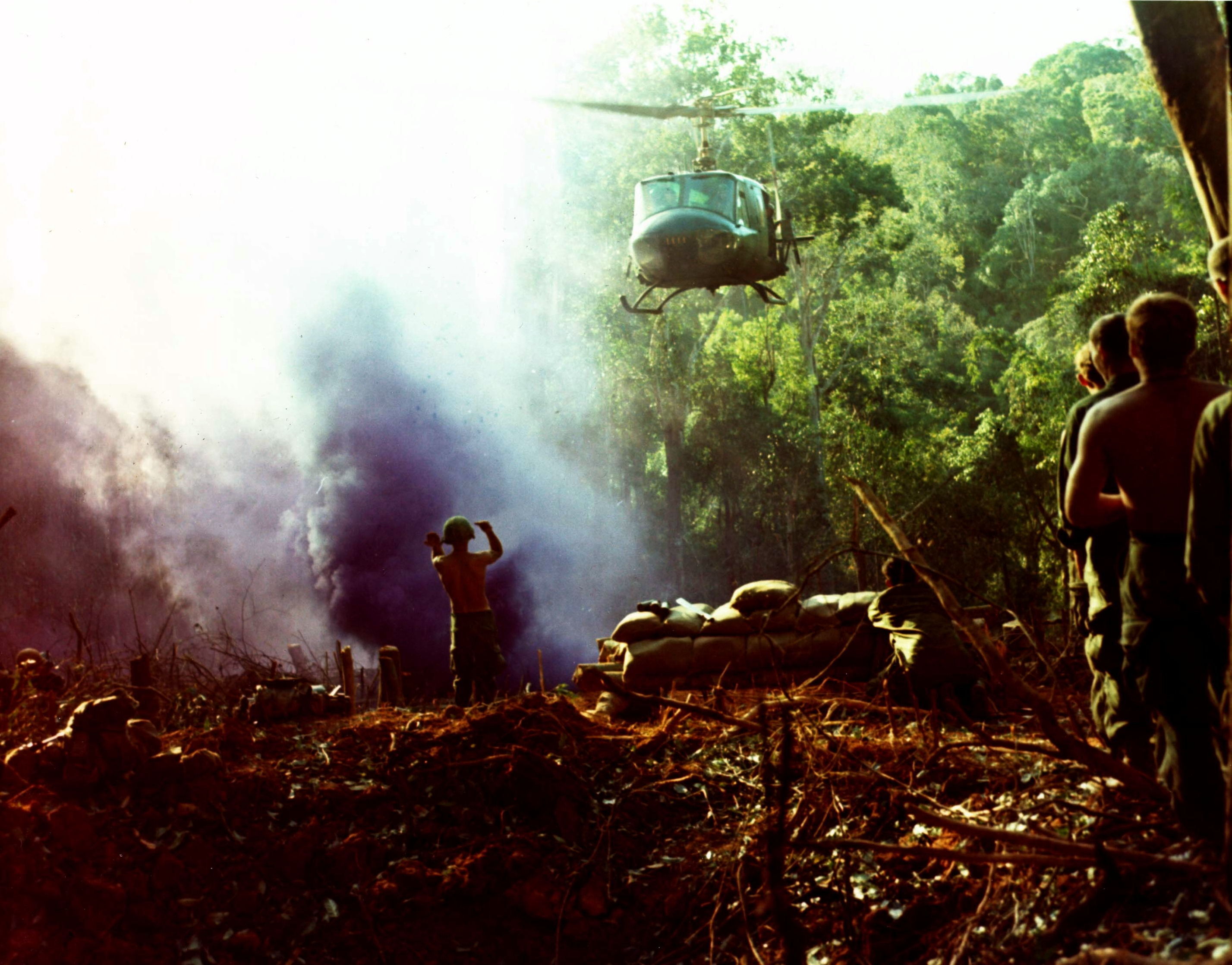
Elicotteri americani della 4ª Divisione fanteria in azione durante l'Operazione MacArthur.

Sulla base di queste direttive quindi le forze nordvietnamite impegnate nel settore della provincia di Kontum (che avevano combattuto aspramente durante le offensive americane della primavera e dell'estate 1967), lungi dal ripiegare in Laos, ricevettero dal generale Hoang Minh Thao (l'abile comandante nordvietnamita del settore degli Altipiani centrali) ordine di ripartire all'attacco verso Dak To, raggruppando tre reggimenti della 1ª Divisione regolare del colonnello Nguyễn Hữu An (66°, 32° e 24°) e con il rinforzo di un quarto reggimento (174°); obiettivo era possibilmente quello di distruggere una grossa unità americana (almeno una brigata), e minacciare o conquistare la base delle forze speciali di Dak To.
In questa occasione, tuttavia, il comando americano non venne colto di sorpresa; informazioni di intelligence e l'importante contributo di informatori e disertori, permisero di individuare tempestivamente il nuovo concentramento di forze nordvietnamite che sembrava minacciare la provincia di Kontum e la base di Dak To. Il generale Westmoreland, quindi, fiducioso di poter finalmente combattere una grande battaglia campale contro consistenti forze nemiche in cui far valere la sua schiacciante superiorità tecnologica, ottenere grandi risultati e incrementare ulteriormente le perdite delle forze comuniste, organizzò una nuova operazione offensiva, affidata al maggior generale William Peers, con i reparti della 173ª Brigata aviotrasportata e della 4ª Divisione fanteria per affrontare le velleità nordvietnamite.
Inoltre predispose un notevole concentramento di artiglieria pesante e soprattutto distaccò numerose squadriglie di cacciabombardieri tattici e anche di bombardieri pesanti B-52 per devastare la boscaglia intorno a Dak To e polverizzare il nemico (come contemporaneamente aveva organizzato anche nel settore di Con Thien con l'operazione Neutralize). Il generale contava di ottenere una devastante vittoria nel settore degli Altipiani centrali e di frustrare completamente i propositi nordvietnamiti in queste battaglie delle frontiere.

### OperazioneMacArthure la Collina 875

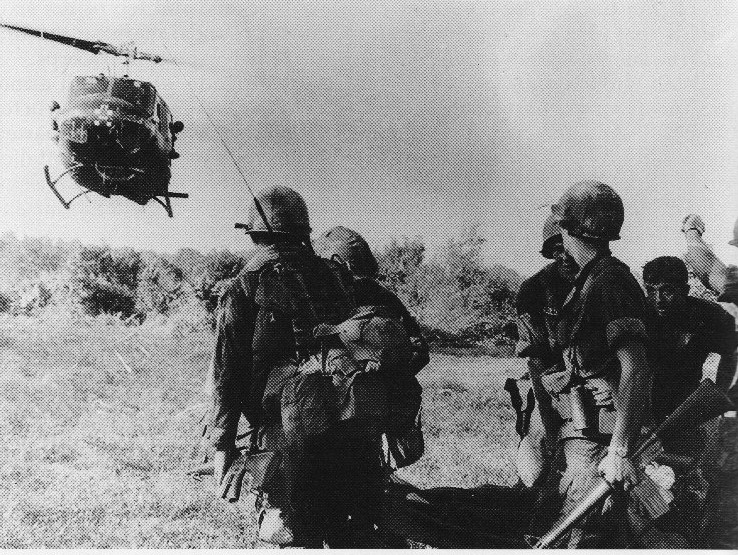
Soldati della 173ª Brigata aviotrasportata durante lOperazione Greeley.

La nuova operazione di "individuazione e distruzione" organizzata dal comando americano per anticipare i propositi offensivi nemici (denominata Operazione MacArthur) che ebbe quindi inizio il 3 novembre 1967, fu subito caratterizzata da violenti scontri con i reparti nordvietnamiti, rafforzati e aggressivi, presenti nelle boscaglie a ovest di Dak To, e avrebbe dato origine a venti giorni di aspri combattimenti tra i più duri e sanguinosi della guerra del Vietnam.
I primi duri scontri si verificarono già il 3 e il 4 novembre; i reparti americani entrarono in azione metodicamente preceduti da un massiccio appoggio di fuoco per indebolire le forze nemiche prima di procedere all'avanzata terrestre; i reparti nordvietnamiti solidamente trincerati nelle posizioni dominanti fittamente boscose, si batterono sempre coraggiosamente e non cedettero facilmente terreno, subendo però forti perdite.
Il 4 novembre il IV battaglione del 503º reggimento aviotrasportato attaccò il nemico su Quota 823, a sud di Ben Het; dopo scontri a distanza ravvicinata, gli americani conquistarono la posizione. Una eccessiva dispersione delle forze americane del I battaglione/ 503º reggimento aviotrasportato (comandato dal tenente colonnello J. Schumacher), provocò invece grandi difficoltà l'11 novembre; la Task Force Black, cadde in un agguato da parte di due battaglioni nemici; attaccata da tutte le parti la formazione americana rischiò la distruzione, prima dell'intervento della Task Force Blue, inviata in soccorso; il 66º reggimento nordvietnamita dopo aver messo in grave difficoltà gli aviotrasportati finì per ripiegare di fronte al massiccio intervento dell'artiglieria e dell'aviazione americana. Gli americani ebbero 20 morti e 154 feriti. Il comando della I Field Force, Vietnam, rivendicò la "conta" di 154 corpi nemici (dopo surreali polemiche tra i comandi subordinati sui conteggi e riconteggi dei cadaveri).
Sempre l'11 novembre, le truppe nordvietnamite diedero ulteriore prova di aggressività e combattività attaccando su Quota 724 reparti della 4ª Divisione fanteria; preceduti da pesante fuoco di mortai, i nordvietnamiti sferrarono un attacco nella giungla; gli americani respinsero l'assalto ma ebbero 18 morti e 118 feriti; il nemico si ritirò senza aver ottenuto risultati concreti ma mantenendo la coesione e il morale, nonostante le dure perdite subite.
Nella notte del 12 novembre le forze nordvietnamite iniziarono una serie di pesanti attacchi con razzi contro la base delle forze speciali e la pista aerea di Dak To, gli attacchi continuarono per vari giorni provocando danni di rilievo e alcune spettacolari esplosioni dei depositi di munizioni presenti nell'area. Tuttavia, martellati incessantemente dall'aria e dal fuoco d'artiglieria, i nordvietnamiti non fecero tentativi di conquistare la base e viceversa furono infine costretti a desistere ed a iniziare un ripiegamento ordinato in direzione sud-est.

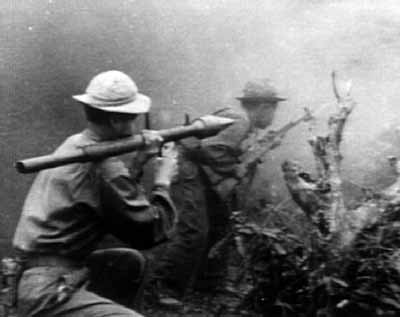
Fanteria nordvietnamita all'attacco; il soldato in primo piano è equipaggiato con lanciagranate RPG.

Elementi della 4ª Divisione fanteria rastrellarono efficacemente la Quota 1338, sei km a sud dei Dak To, e smantellarono una complessa ed estesa rete di bunker organizzati dai nordvietnamiti. Il 15 novembre anche la 173ª Brigata aviotrasportata ripartì all'attacco contro Quota 882; il I battaglione del 503º reggimento perlustrò il declivio, scoprì e distrusse un'altra rete di bunker, ma venne accolto da un pesante fuoco nemico, finendo in un nuovo agguato; solo il 19 novembre il 66º reggimento nordvietnamita abbandonò la postazione dopo una dura resistenza; gli americani lamentarono sette morti e 34 feriti, mentre furono contati 51 cadaveri nemici.
Di fronte alla massiccia potenza delle forze americane, i comandi nordvietnamiti decisero di abbandonare gli ambiziosi propositi offensivi e di ritirare al sicuro i tre indeboliti reggimenti della 1ª Divisione, schierando contemporaneamente il 174º reggimento, appena arrivato, per coprire la manovra e infliggere nuove perdite al nemico.
Il comando americano della I Field Force e del MACV, convinto di aver ormai schiacciato la potenza nemica e di aver costretto alla ritirata le decimate forze nordvietnamite, decise quindi di proseguire le operazioni verso il confine laotiano, spingendo la 173ª Brigata verso la importante Quota 875, che l'intelligence riteneva debolmente occupata dai resti del 66º reggimento. in realtà, la collina era solidamente difesa dal fresco 174º reggimento nordvietnamita che aveva organizzato un elaborato sistema difensivo nella giungla ed era pronto a opporre una durissima resistenza agli aviotrasportati americani già provati da quasi un mese di incessanti scontri.
Alle 9.45 del 19 novembre il II Battaglione del 503º reggimento aviotrasportato iniziò l'attacco alla Quota 875 con tre compagnie (circa 330 uomini), alle 10.30, giunti a 30 metri dalla cima gli americani vennero colpiti da un micidiale fuoco di armi automatiche e di mortai delle truppe nordvietnamite in agguato; la situazione degli americani divenne immediatamente critica, costretti a fermarsi e in grave difficoltà, cercarono di trincerarsi sulle posizioni raggiunte e di resistere agli assalti nemici.
La compagnia Alpha, ripiegò lungo il pendio per evitare la distruzione, inseguita dai nordvietnamiti, frenati solo da alcune disperate azioni di retroguardia di alcuni gruppi di paracadutisti. Anche l'immediato intervento dell'artiglieria e dell'aviazione, peraltro funestato anche da alcuni gravi incidenti di fuoco amico, non riuscì a ristabilire la situazione. Il comandante della compagnia Alpha fu ucciso e nel complesso il II battaglione, anche se riuscì a mantenere alcune precarie posizioni sul declivio e a resistere ai furiosi assalti in massa del II battaglione del 174º reggimento nordvietnamita, uscì praticamente distrutto dai durissimi scontri perdendo tutti i suoi ufficiali (8 uccisi e 8 feriti).
Il 20 novembre il IV battaglione del 503º reggimento aviotrasportato venne mandato alla riscossa sulle pendici della Quota 875 per soccorrere il II battaglione che rischiava il totale annientamento. Anche queste truppe fresche incontrarono una dura resistenza e subirono perdite; al cader della notte riuscirono finalmente a raggiungere i superstiti del II battaglione e a consolidare le posizioni raggiunte. Il 21 novembre i due battaglioni fecero un nuovo tentativo di raggiungere la cima della collina; nonostante qualche successo, l'attacco, duramente contrastato dai difensori nordvietnamiti, non riuscì, anche se dopo scontri a distanza ravvicinata, alcuni paracadutisti riuscirono a conquistare una parte dei trinceramenti nemici.
Di fronte a questa durissima resistenza, i generali Westmoreland e Rosson (comandante della I Field Force) fecero ricorso nuovamente alla loro potenza di fuoco: durante l'intera giornata del 22 novembre attacchi aerei e fuoco di artiglieria pesante martellò le pendici della collina e le postazioni nordvietnamite; la cima della Quota 875 venne completamente devastata.
Il 23 novembre venne finalmente sferrato un nuovo attacco combinato con i due battaglioni (II e IV) della 173ª Brigata e con un battaglione di rinforzo della 4ª Divisione fanteria; l'operazione ebbe finalmente successo: venne raggiunta la cima della collina, le pendici vennero conquistate e i trinceramenti nemici rastrellati. La posizione fu conquistata, ma nel frattempo i soldati nordvietnamiti avevano già ripiegato con ordine dopo aver inflitto perdite sanguinose e dopo aver lasciato sul posto solo poche decine di corpi e pochissime armi abbandonate.
Nella terribile battaglia di Quota 875 il II battaglione ebbe 87 morti e 130 feriti (uscendo praticamente distrutto), mentre il IV battaglione contò 28 morti, 123 feriti e 4 dispersi; nel complesso queste dure perdite rappresentavano un quinto dell'intera 173ª Brigata aviotrasportata. La battaglia di Dak To, pur tatticamente vittoriosa, aveva causato perdite sanguinose ad alcuni reparti scelti americani e aveva confermato la pericolosità di combattere a distanza ravvicinata contro l'esercito nordvietnamita.

## Conclusione
La battaglia di Dak To, la più aspramente combattuta e sanguinosa delle cosiddette battaglie delle frontiere dell'autunno 1967, ebbe quindi termine con la ritirata delle unità nordvietnamite oltre il confine laotiano e con la conquista da parte americana di tutte le posizioni dominanti intorno alla base di Dak To. L'enorme potenza di fuoco impiegata dal comando americano del generale Westmoreland finì per avere ragione della combattività e dell'abilità del nemico negli scontri ravvicinati di fanteria.
Il generale diede campo libero alle sue poderose forze e devastò la regione di Dak To con trecento missioni di bombardieri pesanti B-52 (cosiddette missioni Arc Light), più di 2000 attacchi di cacciabombardieri e 170 000 colpi di artiglieria. Le perdite del nemico furono senza dubbio elevatissime: dei quattro reggimenti nordvietnamiti impiegati in azione, tre vennero decimati e non furono più impiegati per lungo tempo, solo il 24º reggimento mantenne la sua operatività e entrò in azione durante il Tet.
Tuttavia, nonostante il grande ottimismo di Westmoreland, che magnificò i risultati della battaglia, non mancarono critiche e polemiche tra i comandi e nelle truppe americane; alcuni subordinati del generale misero in dubbio la inflazionata "conta dei corpi" (i numeri variarono ampiamente tra i 1000 e i 2000 morti nordvietnamiti "contati") e gli stessi risultati operativi e tattici della battaglia.

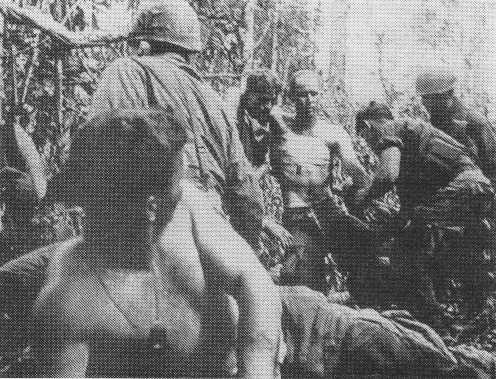
Feriti americani della 173ª Brigata aviotrasportata durante la dura battaglia su Quota 875.

In effetti anche le truppe americane uscirono molto logorate dagli scontri ravvicinati e dai continui agguati subiti da parte del nemico nordvietnamita. In pratica, anche la 173ª Brigata aviotrasportata venne gravemente indebolita dai combattimenti e non fu più impiegabile in azioni operative, anche due battaglioni della 4ª Divisione fanteria subirono perdite debilitanti; 40 elicotteri andarono persi. Il morale dei soldati americani (in particolare dei vantati Sky soldiers della 173ª) rimase piuttosto scosso dalla violenza degli scontri e dalla pericolosità del nemico, contribuendo a mettere in discussione la portata reale di queste sbandierate "vittorie" americane.
Quanto alla dirigenza nordvietnamita, la battaglia di Dak To, come le altre battaglie sulle frontiere, terminò senza dubbio con pesanti perdite e senza risultati concreti, ma servì ugualmente a scuotere la sicurezza americana, ad attrarre il nemico sugli altipiani e sulla zona di confine sguarnendo le aree urbane (presto obiettivo dell'offensiva del Tet), e anche a confermare l'intatta efficienza e la grande combattività delle truppe nordvietnamite, pronte a subire pesanti perdite senza disgregarsi e capaci di sferrare duri colpi al nemico.
Anche il 1967, l'"anno della vittoria" secondo i piani iniziali di Westmoreland, terminava quindi con importanti successi americani ma senza risultati veramente decisivi, la sorpresa del Tet dell'inizio del 1968 avrebbe ulteriormente scosso l'Esercito e la dirigenza politica americana, imprimendo una svolta inaspettata all'interminabile conflitto.